# Friedrich Gernsheim
Friedrich Gernsheim (17 de julio de 1839-10 de septiembre de 1916 ) fue un compositor, director de orquesta y pianista alemán.

## Primeros años
Gernsheim nació en Worms. Recibió sus primeras lecciones musicales en casa de su madre, y luego a partir de los siete años bajo el director musical de Worms, Louis Liebe, un exalumno de Louis Spohr. Su padre, un prominente médico judío, trasladó a la familia a Fráncfort del Meno después de las revoluciones de 1848, donde estudió con Edward Rosenhain, hermano de Jakob Rosenhain. Hizo su primera aparición pública como pianista de concierto en 1850 y estuvo de gira durante dos temporadas, luego se estableció con su familia en Leipzig, donde estudió piano con Ignaz Moscheles desde 1852. Pasó de 1855 a 1860 en París, conociendo a Théodore Gouvy, Gioachino Rossini, Édouard Lalo y Camille Saint-Saëns.

## Carrera
Viajes posteriores lo llevaron a Saarbrücken, donde en 1861 tomó el puesto de director de orquesta que había dejado libre Hermann Levi; a Colonia, donde en 1865 Ferdinand Hiller lo nombró miembro del personal del Conservatorio (entre sus alumnos se encontraban Engelbert Humperdinck y Carl Lachmund); luego se desempeñó como director musical de la Sociedad Filarmónica de Róterdam entre 1874 y 1890. En el último año se convirtió en profesor en el Conservatorio Stern de Berlín, y en 1897 se trasladó allí para enseñar en la Academia de Artes de Prusia, donde fue elegido para el Senado en 1897. En 1877 se casó con Helene Hernsheim de Karlsruhe. 
Gernsheim fue un compositor prolífico, especialmente de música orquestal, de cámara e enstrumental, así como de canciones. Algunas de sus obras tienden al tema judío, en particular la Tercera sinfonía sobre la leyenda de la Canción de Miriam. Sus obras anteriores muestran la influencia de Schumann, y desde 1868, cuando se hizo amigo de Brahms, una enfluencia brahmsiana es muy palpable. Las cuatro sinfonías de Gernsheim (la primera de las cuales se escribió antes de la publicación de la Primera sinfonía de Brahms) son un ejemplo de la recepción del estilo de Brahms por parte de un contemporáneo comprensivo y talentoso. Las últimas obras de Gernsheim, sobre todo su Zu einem Drama (1902), le muestran alejarse de eso hacia algo más personal. Murió en Berlín. 
Debido a su origen judío, su trabajo fue prohibido en la Alemania nazi, y sus papeles y una biografía escrita sobre él por Karl Holl fueron retirados de las bibliotecas de música.

## Obras (seleccionadas)
- Obras para orquesta
  - Sinfonías
    - Sinfonía n.º 1 en sol menor, Op. 32, 1875
    - Sinfonía n.º 2 en mi bemol mayor, Op. 46, 1882[3]
    - Sinfonía n.º 3 en do menor ('Miriam' or 'Mirjam'), Op. 54, 1887
    - Sinfonía n.º 4 en si bemol mayor, Op. 62, 1895[4]
    - Early Symphony en mi bemol mayor (completed 1857, Paris. 291 pp. manuscript.)
    - Kinder-Sinfonie: para cuerdas, piano e instrumentos para niños (1851)

  - Conciertos para piano
    - Concierto para piano en do menor, Op. 16

  - Conciertos para violín
    - Concierto para violín n.º 1 en re mayor, Op. 42
    - Concierto para violín n.º 2 en fa, Op. 86[5]
    - Pieza de fantasía para violín con orquesta, Op. 33

  - Conciertos para violonchelo
    - Concierto para violonchelo en mi menor, Op. 78

  - Zu einem drama, Op. 82
  - Divertimento en mi mayor para flauta y orquesta de cuerda (o conjunto de cámara), Op. 53
  - 2 oberturas para orquesta (1849, 1854)
  - In memoriam: ein Klagegesang für Streichorchester und Orgel, Op. 91 (1915)
  - Waldmeisters Brautfahrt, obertura, Op. 13 (pub. en 1873)[6]
- Música de cámara
  - Cuartetos de cuerda
    - Cuarteto de cuerda n.º 1 en do menor, Op. 25
    - Cuarteto de cuerda n.º 2 en la menor, Op. 31, 1875
    - Cuarteto de cuerda n.º 3 en fa mayor, Op. 51, 1886
    - Cuarteto de cuerda n.º 4 en mi menor, Op. 66
    - Cuarteto de cuerda n.º 5 en la mayor, Op. 83

  - Cuartetoss de piano
    - Cuarteto de piano n.º 1 en mi bemol, Op. 6
    - Cuarteto de piano n.º 2 en do menor, Op. 20 (performed en 2003.[7] Pub. ca. 1870.)
    - Cuarteto de piano n.º 3 en fa mayor, Op. 47, 1883

  - Quintetos de piano
    - Quinteto de piano n.º 1 en re menor, Op. 35
    - Quinteto de piano n.º 2 en si menor, Op. 63, pub. ca. 1897[8])

  - Quintetos de cuerda
    - Quinteto de cuerda n.º 1 en re mayor, Op. 9
    - Quinteto de cuerda n.º 2 en mi bemol mayor, Op. 89

  - Sonatas para violín
    - Sonata para violín n.º 1 en do menor, Op. 4, pub. ca. 1864
    - Sonata para violín n.º 2 en C, Op. 50, pub. ca. 1885
    - Sonata para violín n.º 3 en fa, Op. 64, pub. ca. 1898
    - Sonata para violín n.º 4 en sol, Op. 85
    - Sonata para violín (mi menor, 1857)[9]

  - Tríos con piano
    - Tríos con piano n.º 1 en fa, Op. 28
    - Tríos con piano n.º 2 en si, Op. 37[10]
    - Dos otros tríos con piano

  - Sonatas para violonchelo
    - Sonata para violonchelo n.º 1 en re menor, Op. 12
    - Sonata para violonchelo n.º 2 en mi menor, Op. 79[11]
    - Sonatas para violonchelo n.º 3 en mi menor, Op. 87 (1914)[12]

  - Sonatas para piano
    - Sonata para piano en fa menor, Op. 1 (publicada 1860)
    - Sonata para piano en re menor, re menor y mi bemol (1854, 1858, 1859)[13]

  - Órgano
    - Fantasía y fuga para órgano, Op. 76[14]

  - Otras piezas
    - Introducción y Allegro appassionato, Op. 38
- Obras para coro
  - Wächterlied, para coro y orquesta, Op. 7[15]
  - Salamis, para coro de hombres y orquesta, Op. 10
  - Nibelungen wiederfahrt, Op. 73
  - Nornen wiegenlied, Op. 65
  - Agrippina, Op. 77
- Canciones
  - Algunas publicadas
  - Algunos en manuscritos (e.g. 2 Gesänge für Amerika, 1913)

De estas obras, se han grabado las sinfonías, el concierto para violonchelo, la primera sonata para violonchelo, los tríos de piano, dos de los cuartetos de piano, los dos quintetos de piano, las sonatas para violín y el segundo cuarteto de cuerdas. 